# توکسین وبا

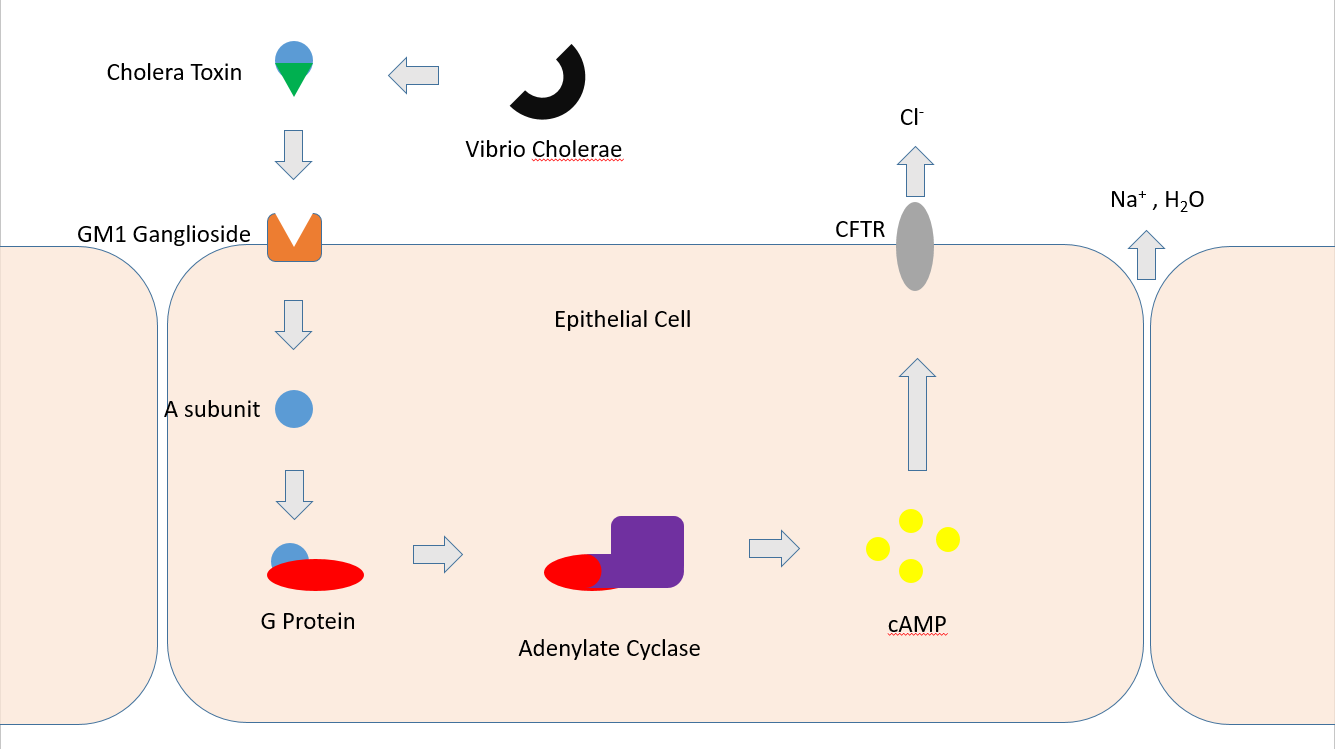
مکانیسم توکسین وبا

توکسین وبا (که همچنین به عنوان کُلُراژن یا به اختصار با CTX , Ctx یا CT نیز شناخته می‌شود) پروتئین کمپلکس مولتی‌مری آب5   (AB5 multimeric protein complex) است که توسط باکتری ویبیرو کلرا ترشح می‌شود. CTX مسئول ویژگی اسهال حاد و آبکی مشخصه عفونت وبا است. این توکسین عضوی از خانواده انتروتوکسین‌های حساس به حرارت است.

## تاریخچه
توکسین وبا در سال ۱۹۵۹ میلادی و توسط ریزاندامگان دانی هندی به نام سامبا ناث دِ کشف شد. توکسینها را می توان در واقع یکی از دسته های اصلی سموم سرشناس دانست که باعث بیماری ها و مسمومیت های بسیار شدید و حاد و مزمن می شوند. از جمله انواعی از توکسینها در سموم مارها هستند.

## ساختار

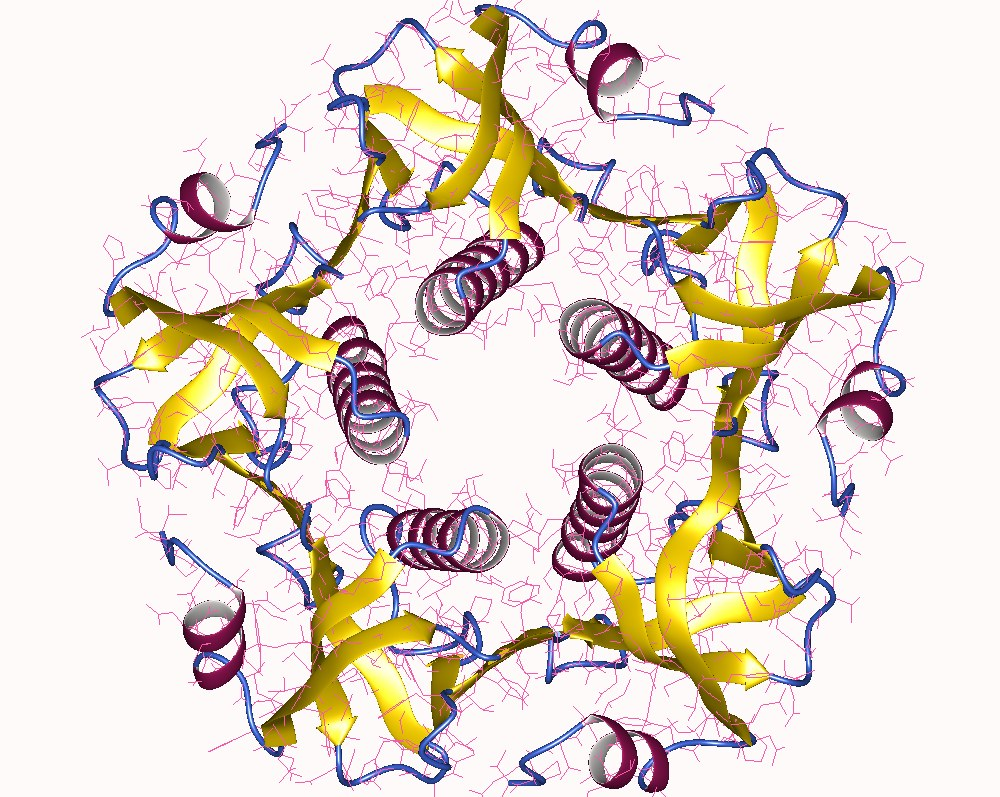
Cholera toxin B pentamer, Vibrio cholerae.

ساختار این توکسین را می‌توانید در تصویر مشاهده کنید.

## منشأ
ژن کد کننده سم وبا با انتقال افقی ژن به V. cholerae وارد می‌شود. سویه‌های خطرناک V. cholerae ویروسی به نام CTXφ باکتریوفاژ را نگه می‌دارند.

## کاربردها
از آنجایی که به نظر می‌رسد زیرواحد B نسبتاً غیر سمی است، محققان چندین کاربرد برای آن در زیست‌شناسی سلولی و مولکولی یافته‌اند. به‌طور معمول به عنوان یک ردیاب هیستوکمیکال استفاده می‌شود.